# Despedida de solteros
Despedida de solteros fue un reality show producido y emitido por la cadena de televisión argentina Telefe. El programa fue presentado por Marley y Carina Zampini. La gala del reality fue estrenada el domingo 22 de enero de 2017 y el diario semanal el lunes 23 de enero del mismo año.
Una de las casas de Despedida de solteros es la misma que se usó para Gran Hermano Argentina en las últimas dos ediciones, y la otra se construyó en la terraza de los estudios de Endemol.

## Sinopsis del programa
Doce parejas, con el objetivo de casarse, son divididas en dos casas: el loft en el Cielo y el PH [cita requerida] en la Tierra. Allí estarán aislados de sus parejas y del mundo exterior para convivir con desconocidos. Cada semana votarán por sus compañeros y, aquellos con mayor cantidad de puntos, deberán enfrentarse al voto telefónico con el cual el público eliminará a los participantes.
La pareja ganadora obtendrá como premio: una fiesta de casamiento, un viaje de luna de miel y una vivienda.

## Conductores y emisiones
- Despedida de solteros: la gala conducido por Carina Zampini y Marley los domingos a las 22:00.
- Despedida de solteros: el diario conducido por Carina Zampini y Marley, con la participación de "los especialistas": Ivana Nadal, Fabián Medina Flores, Connie Ansaldi, Bernardo Stamateas y Gabriel Cartañá, de lunes a jueves a las 23:30.[4]
- Despedida de solteros: MTV After Hours conducido por Miki Lusardi, emitido al término de las galas y los diarios. Es transmitido por el canal MTV.

Se pueden observar ambas casas por el canal 350 de Cablevisión Digital (Argentina) y por la aplicación para teléfonos inteligentes y página de Telefe, en las cuales también se encuentran disponibles programas ya emitidos.

## Participantes
| Participante                                    | Edad | Resultado Final                          | Resultado anterior                       | Estadía      |
| ----------------------------------------------- | ---- | ---------------------------------------- | ---------------------------------------- | ------------ |
| Facundo Santo Remedio Actor                     | 28   | Ganadores de Despedida de Solteros       |                                          | 92 días      |
| Paula Silva Actriz                              | 29   | Ganadores de Despedida de Solteros       |                                          | 92 días      |
| Alan Franzosi Guardia de seguridad              | 23   | 2.º Lugar de Despedida de Solteros       |                                          | 92 días      |
| Karen Condriatiuk Empleada                      | 20   | 2.º Lugar de Despedida de Solteros       |                                          | 92 días      |
| Ángeles Escasany Promotora                      | 28   | 3.er Lugar de Despedida de Solteros      |                                          | 92 días      |
| Pablo Monaco Dueño de inmobiliaria              | 28   | 3.er Lugar de Despedida de Solteros      |                                          | 92 días      |
| Jennifer Reina Empleada                         | 23   | 4.º Lugar de Despedida de Solteros       |                                          | 92 días      |
| Lucas Leonardi Empleado                         | 26   | 4.º Lugar de Despedida de Solteros       |                                          | 92 días      |
| Antonella Nigro Profesora de gimnasia artística | 24   | 7.os eliminados de Despedida de Solteros |                                          | 88 días      |
| Luciano Magista Actor / Modelo                  | 25   | 7.os eliminados de Despedida de Solteros |                                          | 88 días      |
| Damián Bravo Cantante                           | 27   | 6.os eliminados de Despedida de Solteros | 3.os eliminados de Despedida de Solteros | 84 días      |
| Karen Castelli Bailarina                        | 28   | 6.os eliminados de Despedida de Solteros | 3.os eliminados de Despedida de Solteros | 84 días      |
| Agostina de la Fuente Estudiante / Cantante     | 20   | 5.os eliminados de Despedida de Solteros |                                          | 47 días      |
| Gonzalo Lemos Cantante                          | 26   | 5.os eliminados de Despedida de Solteros |                                          | 47 días      |
| Marcos Serris Vendedor de telefonía             | 23   | 4.os eliminados de Despedida de Solteros |                                          | 56 días      |
| Victoria Suárez Estudiante                      | 21   | 4.os eliminados de Despedida de Solteros |                                          | 56 días      |
| Agustín Vega Actor                              | 21   | Expulsados de Despedida de Solteros      |                                          | 56 días      |
| Kiara Acosta Youtuber                           | 18   | Expulsados de Despedida de Solteros      |                                          | 56 días      |
| Jonatan Sancho Clower                           | 28   | 2.os eliminados de Despedida de Solteros |                                          | 28 días      |
| Verónica Latrónico Clower                       | 24   | 2.os eliminados de Despedida de Solteros |                                          | 28 días      |
| Leonel Gabarell Médico / DJ                     | 28   | Abandonan Despedida de Solteros          |                                          | 22 días      |
| Sofía Biga Ama de casa                          | 26   | Abandonan Despedida de Solteros          |                                          | 22 días      |
| Matías Attem (✟) Periodista                     | 39   | Expulsados de Despedida de Solteros      |                                          | 15 (+2) días |
| Yanina Pasarello Administrativa                 | 28   | Expulsados de Despedida de Solteros      |                                          | 15 (+2) días |
| David Kasner Consejero                          | 27   | 1.os eliminados de Despedida de Solteros |                                          | 14 días      |
| Romanela Pucci Empleada                         | 27   | 1.os eliminados de Despedida de Solteros |                                          | 14 días      |

## Estadísticas generales
| Facundo & Paula     | Entran | Salvados  | Exentos    | Nominados  | Salvados   | Nominados | Salvados | Salvados | Salvados | Salvados  | Exentos    | Salvados  | Exentos    | Nominados | Salvados   | 1.º   |  |  |  |  |  |  |  |  |  |  |  |  |  |  |  |  |  |  |  |  |  |  |  |  |  |  |  |  |  |  |  |  |  |  |  |  |  |  |  |  |  |  |  |  |  |  |  |  |  |  |  |  |  |  |
| Alan & Karen        | Entran | Salvados  | Exentos    | Nominados  | Salvados   | Salvados  | Exentos  | Exentos  | Exentos  | Nominados | Salvados   | Exentos   | Salvados   | Nominados | Salvados   | 2.º   |  |  |  |  |  |  |  |  |  |  |  |  |  |  |  |  |  |  |  |  |  |  |  |  |  |  |  |  |  |  |  |  |  |  |  |  |  |  |  |  |  |  |  |  |  |  |  |  |  |  |  |  |  |  |
| Ángeles & Pablo     | Entran | Nominados | Salvados   | Nominados  | Salvados   | Nominados | Salvados | Salvados | Salvados | Nominados | Salvados   | Salvados  | Exentos    | Nominados | Salvados   | 3.º   |  |  |  |  |  |  |  |  |  |  |  |  |  |  |  |  |  |  |  |  |  |  |  |  |  |  |  |  |  |  |  |  |  |  |  |  |  |  |  |  |  |  |  |  |  |  |  |  |  |  |  |  |  |  |
| Jennifer & Lucas    | Entran | Salvados  | Exentos    | Nominados  | Salvados   | Salvados  | Exentos  | Exentos  | Exentos  | Salvados  | Exentos    | Nominados | Salvados   | Nominados | Salvados   | 4.º   |  |  |  |  |  |  |  |  |  |  |  |  |  |  |  |  |  |  |  |  |  |  |  |  |  |  |  |  |  |  |  |  |  |  |  |  |  |  |  |  |  |  |  |  |  |  |  |  |  |  |  |  |  |  |
| Antonella & Luciano | Entran | Salvados  | Exentos    | Nominados  | Salvados   | Salvados  | Exentos  | Exentos  | Exentos  | Salvados  | Exentos    | Nominados | Salvados   | Nominados | Salvados   | Elim. |  |  |  |  |  |  |  |  |  |  |  |  |  |  |  |  |  |  |  |  |  |  |  |  |  |  |  |  |  |  |  |  |  |  |  |  |  |  |  |  |  |  |  |  |  |  |  |  |  |  |  |  |  |  |
| Damian & Karen      | Entran | Salvados  | Exentos    | Nominados  | Salvados   | Nominados | Elim.    |          | Rein.    | Nominados | Salvados   | Nominados | Salvados   | Nominados | Eliminados |       |  |  |  |  |  |  |  |  |  |  |  |  |  |  |  |  |  |  |  |  |  |  |  |  |  |  |  |  |  |  |  |  |  |  |  |  |  |  |  |  |  |  |  |  |  |  |  |  |  |  |  |  |  |  |
| Agostina & Gonzalo  |        |           |            |            | Entran     | Salvados  | Exentos  | Exentos  | Exentos  | Nominados | Salvados   | Nominados | Eliminados |           |            |       |  |  |  |  |  |  |  |  |  |  |  |  |  |  |  |  |  |  |  |  |  |  |  |  |  |  |  |  |  |  |  |  |  |  |  |  |  |  |  |  |  |  |  |  |  |  |  |  |  |  |  |  |  |  |
| Marcos & Victoria   | Entran | Salvados  | Exentos    | Nominados  | Salvados   | Salvados  | Exentos  | Exentos  | Exentos  | Nominados | Eliminados |           |            |           |            |       |  |  |  |  |  |  |  |  |  |  |  |  |  |  |  |  |  |  |  |  |  |  |  |  |  |  |  |  |  |  |  |  |  |  |  |  |  |  |  |  |  |  |  |  |  |  |  |  |  |  |  |  |  |  |
| Agustín & Kiara     | Entran | Salvados  | Exentos    | Nominados  | Salvados   | Salvados  | Exentos  | Exentos  | Exentos  | Nominados | Expulsados |           |            |           |            |       |  |  |  |  |  |  |  |  |  |  |  |  |  |  |  |  |  |  |  |  |  |  |  |  |  |  |  |  |  |  |  |  |  |  |  |  |  |  |  |  |  |  |  |  |  |  |  |  |  |  |  |  |  |  |
| Jonatan & Veronica  | Entran | Salvados  | Exentos    | Nominados  | Eliminados |           |          |          |          |           |            |           |            |           |            |       |  |  |  |  |  |  |  |  |  |  |  |  |  |  |  |  |  |  |  |  |  |  |  |  |  |  |  |  |  |  |  |  |  |  |  |  |  |  |  |  |  |  |  |  |  |  |  |  |  |  |  |  |  |  |
| Leonel & Sofia      | Entran | Salvados  | Exentos    | Nominados  | Abandonan  |           |          |          |          |           |            |           |            |           |            |       |  |  |  |  |  |  |  |  |  |  |  |  |  |  |  |  |  |  |  |  |  |  |  |  |  |  |  |  |  |  |  |  |  |  |  |  |  |  |  |  |  |  |  |  |  |  |  |  |  |  |  |  |  |  |
| Matias & Yanina     | Entran | Nominados | Salvados   | Expulsados |            |           |          |          | Elim     |           |            |           |            |           |            |       |  |  |  |  |  |  |  |  |  |  |  |  |  |  |  |  |  |  |  |  |  |  |  |  |  |  |  |  |  |  |  |  |  |  |  |  |  |  |  |  |  |  |  |  |  |  |  |  |  |  |  |  |  |  |
| David & Romanela    | Entran | Nominados | Eliminados |            |            |           |          |          |          |           |            |           |            |           |            |       |  |  |  |  |  |  |  |  |  |  |  |  |  |  |  |  |  |  |  |  |  |  |  |  |  |  |  |  |  |  |  |  |  |  |  |  |  |  |  |  |  |  |  |  |  |  |  |  |  |  |  |  |  |  |

## Tabla de nominación
| Semana: | 2     | 4       | 6       | 8         | 10      | 12        | F |
| ------- | ----- | ------- | ------- | --------- | ------- | --------- | - |
|         |       |         |         |           |         |           |   |
| Facundo | David | Angeles | Angeles | Karen Ca. | Angeles | Karen Ca. |   |

## Trivia
- Matias Attem y Yanina Passarello participaron de Cuestión de peso (Argentina) en 2017, donde ambos fueron expulsados por indisciplina. Matías murió en 2021 a los 43 años.
- Paula Silva participa de MasterChef Celebrity Uruguay en 2021, donde se consagró ganadora. 
  - Facundo Santo Remedio participa de la etapa de selección, donde no logra ser seleccionado como participante oficial.
- Damián Bravo participa de Hogar, dulce hogar (reality) en 2021, donde actualmente está en competencia.